# アダム・ブライト
アダム・ジェームズ・ブライト（Adam James Bright, 1984年8月11日 - ）は、オーストラリア連邦ビクトリア州メルボルン出身の元プロ野球選手（投手）。左投左打。NPBでは育成選手であった。

## 経歴

### プロ入りとロッキーズ傘下時代
2002年に、17歳でMLBのコロラド・ロッキーズと契約を結んだ。
2006年開幕前の3月には、この年から開催される事となった第1回ワールド・ベースボール・クラシック（WBC）のオーストラリア代表に選出された。
2007年には左のセットアッパーとして、AA級タルサ・ドリラーズで52試合に登板。オフの11月には、「日豪親善 野球日本代表最終強化試合」のオーストラリア代表に選出された。
2009年開幕前の3月に、第2回WBCのオーストラリア代表に2大会連続で選出された。この年はAA級タルサで36試合に登板して、1勝2敗1セーブ7ホールド、防御率4.30の成績を残したが、オフの11月9日にフリーエージェント（FA）となった。

### イタリア球界時代
2010年6月に、イタリアンベースボールリーグのリミニ・ベースボールクラブと契約を結んだ。オフには、母国オーストラリアのオーストラリアン・ベースボールリーグ（ABL）のメルボルン・エイシズでプレーした。

### 巨人時代
2010年12月24日に読売ジャイアンツと育成契約を結んだ。
2011年は育成選手として支配下登録選手への昇格を目指していたが、4月30日に登録を見送ることが球団から表明された。「26歳以上の新外国人育成選手の支配下登録は4月末まで」という協約があるため、2011年中の支配下登録の可能性は無くなった。球団代表の清武英利は実力面や肩の故障を見送りの理由に挙げている。肩の回復具合によっては翌2012年シーズンの契約を結ぶことも示唆されていたが、10月22日に球団から戦力外通告を受けた。

### 巨人退団後
2012年は、秋まではいずれの球団にも所属せず、冬季はABLのメルボルン・エイシズでプレーした。
2013年は、開幕前に開催された第3回WBCのオーストラリア代表に3大会連続で選出された。この年の冬季もメルボルン・エイシズでプレーし、この年を最後に現役を引退した。

## プレースタイル・人物
サイドスローに近いフォームから140km/h前後のストレートとスライダーを武器にする。

## 詳細情報

### 年度別投手成績
- 一軍公式戦出場なし

### 背番号
- 022 （2011年）

### 代表歴
- 2006 ワールド・ベースボール・クラシック・オーストラリア代表
- 2009 ワールド・ベースボール・クラシック・オーストラリア代表
- 2013 ワールド・ベースボール・クラシック・オーストラリア代表